# Gaston Redon
Pour les articles homonymes, voir Redon (homonymie).
Gaston Fernand Redon, né à Bordeaux le 28 octobre 1853 et mort le 20 novembre 1921 à Compiègne, est un architecte français, Prix de Rome, qui s'est consacré pour l'essentiel à sa carrière d'enseignant à l'École nationale supérieure des beaux-arts.
Il est le frère cadet (13 ans et demi d'écart) du peintre symboliste Odilon Redon.

## Biographie

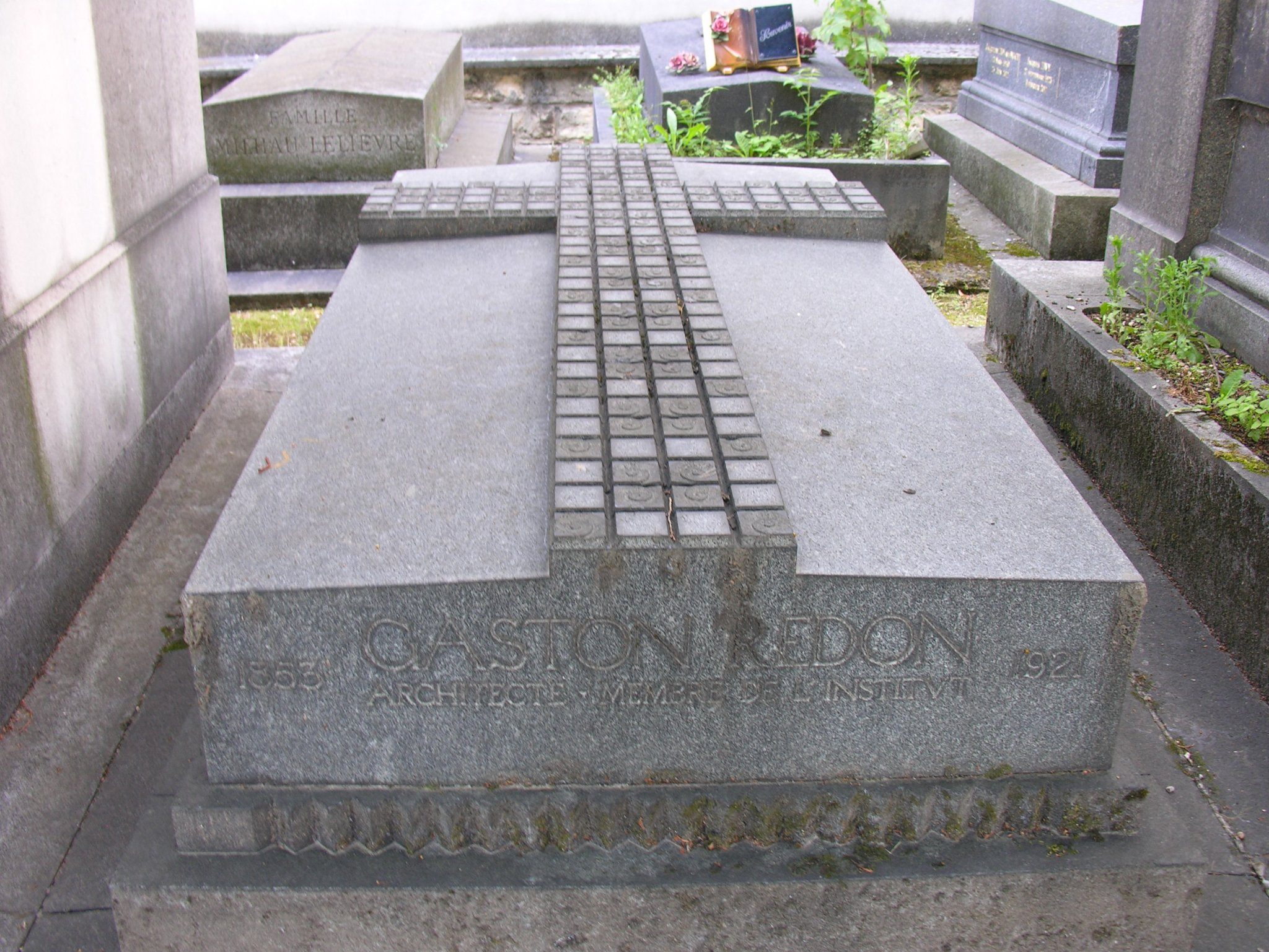
Sépulture au cimetière du Montparnasse.

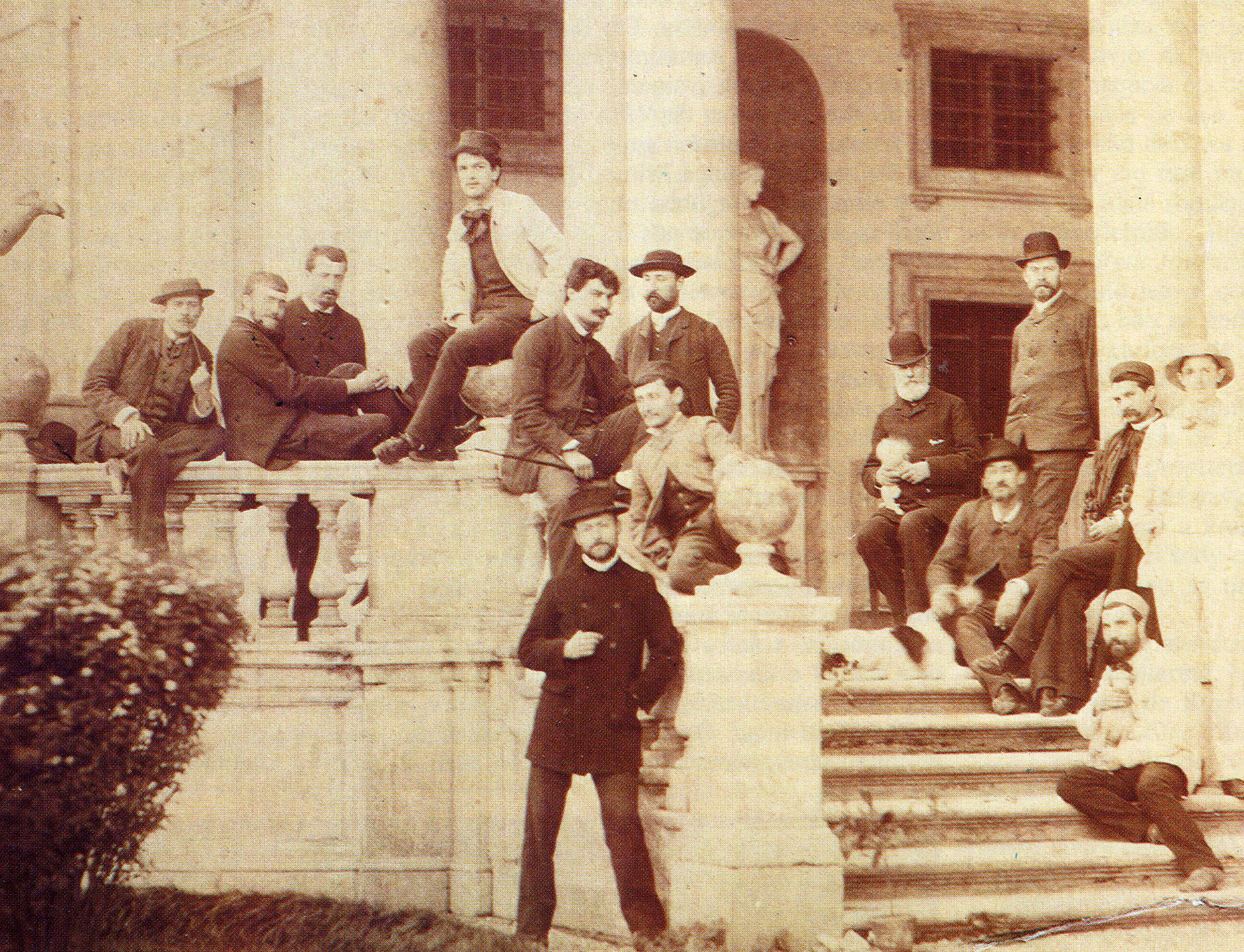
Les pensionnaires de la villa Médicis (dont Gaston Redon) à Rome en 1885 ; au centre, Claude Debussy en veste blanche.

Issus d'une famille bordelaise désargentée, les trois frères Redon s'orientent vers des carrières artistiques : Ernest vers la musique, Gaston et Odilon, le plus connu, vers les beaux arts.
Élève à l'École nationale supérieure des beaux-arts, Gaston est diplômé en 1883 et obtient, la même année, le grand prix de Rome. Il séjourne ainsi à la Villa Médicis entre 1884 et 1887, en même temps que Claude Debussy avec qui il se lie d'amitié. Il sera lui-même passionné de musique toute sa vie.
Après un séjour en Orient, il entame une carrière officielle : architecte en chef des bâtiments civils et palais nationaux, chargé du musée du Louvre et des Tuileries, élection à l'Académie des beaux-arts en 1914 au fauteuil de Joseph Auguste Émile Vaudremer. Il va se consacrer essentiellement à l'enseignement aux Beaux-Arts en reprenant l'atelier Coquart-Gerhardt avec Alfred-Henri Recoura. 
Profondément désintéressé par l'architecture ordinaire, Gaston réalise plusieurs dessins représentant des architectures fantastiques. Certains sont actuellement conservés au musée d'Orsay.
Son corps a été transféré quelques mois après son décès, le 9 mars 1922, au cimetière du Montparnasse (22e division).

## Distinctions
- Officier de la Légion d'honneur (1900)

## Principales réalisations

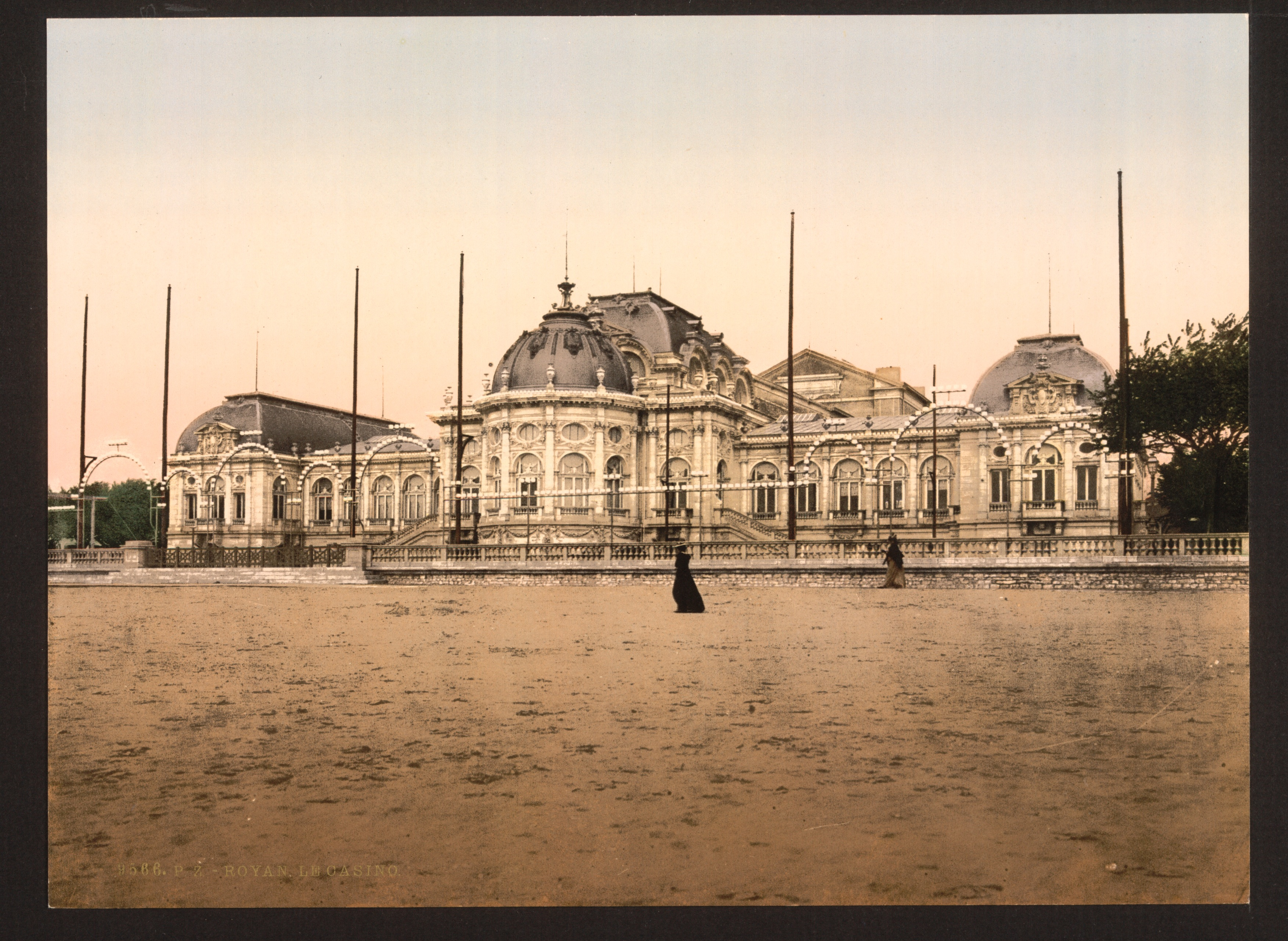
Casino municipal de Royan, 1895.

- 1891 : tombeau du compositeur César Franck au cimetière du Montparnasse
- 1896 : casino municipal de Royan (détruit en 1945, remplacé peu après par un édifice moderniste, œuvre de l'architecte Claude Ferret)
- 1900-1905 : musée des arts décoratifs de Paris dans le pavillon de Marsan au Louvre
- 1906 : aménagement des abords de l’arc de Triomphe du Carrousel et des jardins à Paris
- 1907-1910 : aménagement de l'hôtel de Montmorin, rue Oudinot, pour accueillir le Ministère des colonies dans le 7e arrondissement[4]

## Élèves
- Ferdinand Amann (1875-1947),
- Léon Azéma (1888-1978), élève à partir de 1902, Prix de Rome en 1921[Note 1]
- Joseph Durand (1869-1925), élève en 1888[5].
- Roger-Henri Expert (1882-1955), élève à partir de 1906, second Prix de Rome en 1912.
- Raphaël Guy (1869-1918), élève en 1894.
- Louis Moynat (1877-1964), élève de 1898 à 1905.
- Albert Laprade (1883-1978), élève de 1903 à 1907.
- Henri Marchal (1876-1970), élève de 1896 à 1904.
- Michel Roux-Spitz (1888-1957), élève de octobre 1912 à Prix de Rome en 1920.
- Paul Térade (1869-1954), élève de 1891 à 1894.
- François-Charles Morice (1872-19..), qui devient l'architecte de la ville de Maisons-Alfort. Il est le fils de Charles Morice (1848-1905).